# Mark Gillespie (cầu thủ bóng đá)
Mark Joseph Gillespie (sinh ngày 27 tháng 3 năm 1992) là một cầu thủ bóng đá chuyên nghiệp người Anh thi đấu ở vị trí thủ môn cho câu lạc bộ Newcastle United tại Premier League.

## Danh hiệu
Newcastle United
- Á quân Cúp EFL: 2022–23[4]

## Liên kết ngoại
- Hồ sơ cầu thủ Mark Gillespie Lưu trữ ngày 4 tháng 3 năm 2016 tại Wayback Machine tại carlisleunited.co.uk